# Administration du président de Russie

L'administration présidentielle de Russie (en russe : Администрация президента России) est un organe d'État de la fédération de Russie qui est chargé de coordonner les activités  du président. Cet organe a été institué le 19 juillet 1991 sous la présidence de Boris Eltsine. Elle est dirigée depuis août 2016 par Anton Vaïno.

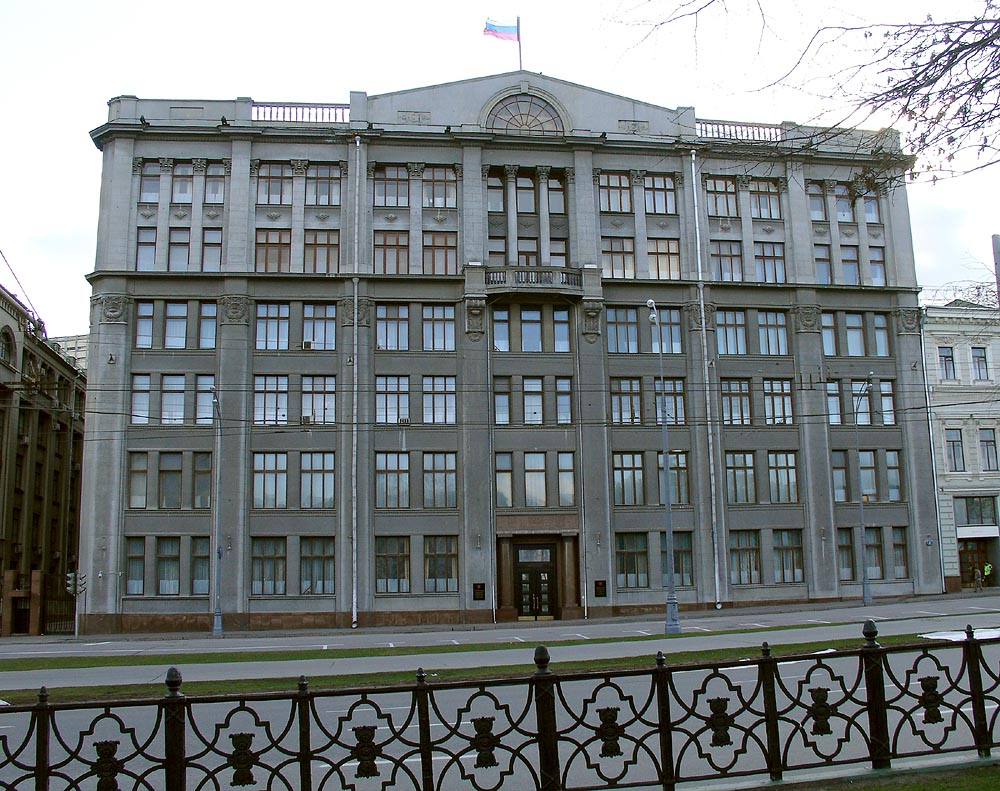
Bâtiment abritant l'administration présidentielle.

## Directeurs
Le directeur est nommé par le président de la fédération de Russie et dépend directement de lui.
- Anton Vaïno (depuis le 12 août 2016)
- Sergueï Ivanov, (22 décembre 2011 - 12 août 2016)
- Sergueï Narychkine (12 mai 2008 - 20 décembre 2011)
- Sergueï Sobianine (14 novembre 2005 - 7 mai 2008)
- Dmitri Medvedev (30 octobre 2003 - 14 novembre 2005)
- Alexandre Volochine (19 mars 1999 - 30 octobre 2003)
- Nikolaï Bordiouja (7 décembre 1998 - 19 mars 1999)
- Valentin Ioumachine (11 mars 1997 - 7 décembre 1998)
- Anatoli Tchoubaïs (15 juillet 1996 - 7 mars 1997)
- Nikolaï Iegorov (15 janvier 1996 - 15 juillet 1996)
- Sergueï Filatov (19 janvier 1993 - 15 janvier 1996)
- Youri Petrov (5 août 1991 - 19 janvier 1993).

### Directeurs adjoints
- Sergueï Kirienko
- Alexeï Gromov

## Organisation
L'administration du président de Russie est divisée en une vingtaine de bureaux ou administrations et emploie environ deux mille personnes. La Constitution de la fédération de Russie de décembre 1993 lui attribue un rang constitutionnel. Elle a été réformée le 29 janvier 1996, le 2 octobre 1996 et surtout le 6 avril 2004.

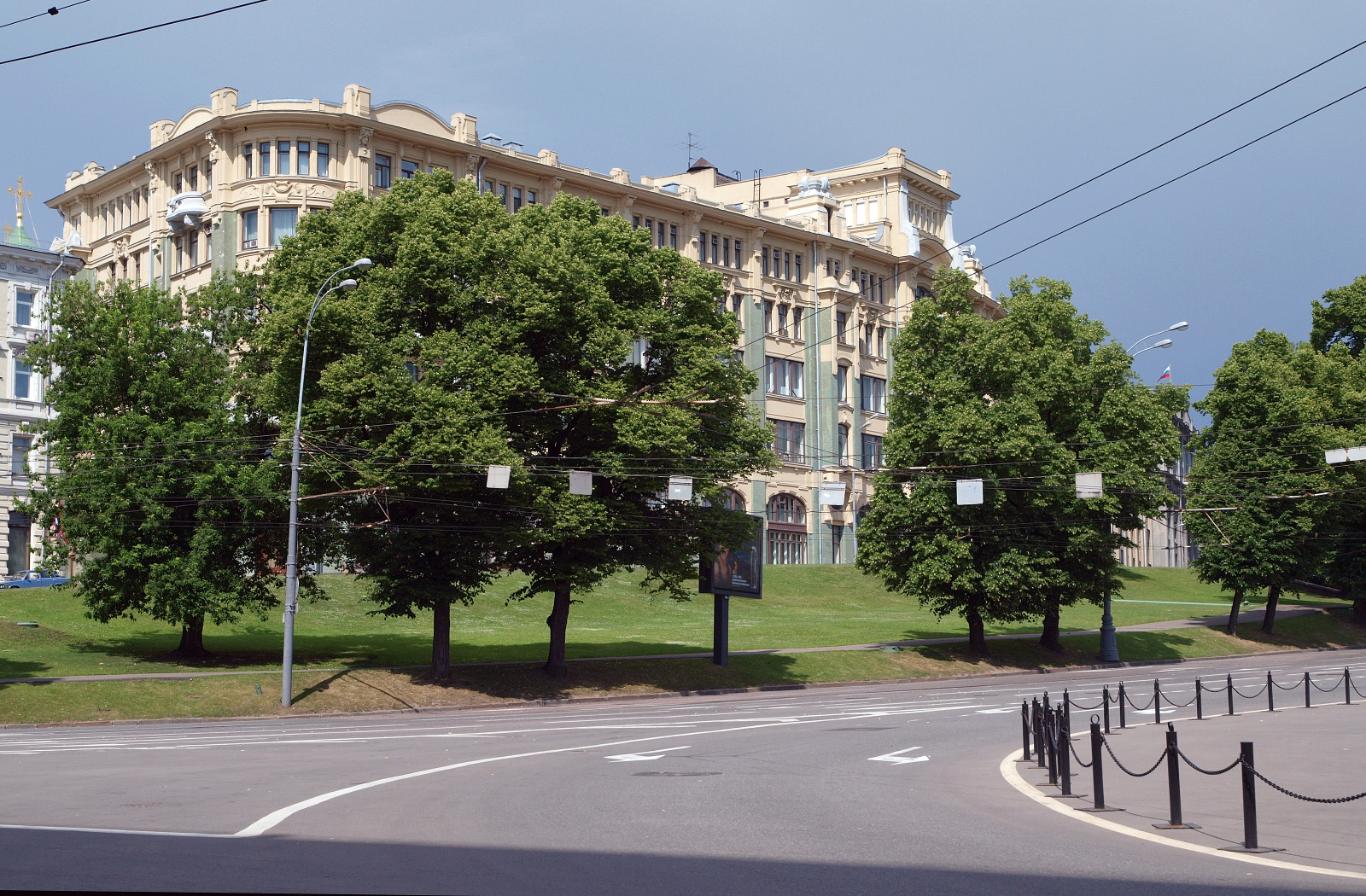
Bâtiment abritant une partie des services administratifs.

Le directeur de l'administration et les vice-directeurs, ainsi que les chefs des différents départements sont nommés par le président de la fédération de Russie. Le reste du personnel est nommé par le directeur de l'administration présidentielle.

### Départements
- Département de coordination des activités du président de la fédération de Russie et chancellerie
- Secrétariat du directeur de l'administration du président de la fédération de Russie
- Appareils du vice-directeur de l'administration du président de la fédération de Russie et des collaborateurs du président de la fédération de Russie (y inclus le département des écritures et de contrôle)
- Appareils des envoyés plénipotentiaires du président dans les régions fédérales
- Appareil du Conseil de sécurité de la fédération de Russie
- Appareil des conseillers du président
- Chancellerie présidentielle
  - Département de la diffusion des documents secrets
  - Département de la diffusion des documents non-secrets
- Administration juridique
  - Département du Droit judiciaire et du Droit international
  - Département des projets de loi
  - Département du Droit administratif
  - Département de la législation économique et sociale
  - Département de la législation financière
  - Département des questions de Droit de la défense
  - Département des questions de Droit de la sécurité
  - Département de la garantie légale des activités des organes de défense des Droits
  - Département des questions légales de la politique technico-militaire
  - Département de sûreté de diffusion des documents
  - Département de sûreté de rédaction
  - Département d'informatisation juridique
  - Département de systématisation et de codification de la législation
  - Département d'analyse et de systématisation de la législation de la fédération de Russie
- Administration de contrôle
  - Département de contrôle en matière sociale
  - Département de contrôle en matière financière et budgétaire
  - Département de contrôle en matière économique
  - Département de contrôle dans le domaine du développement régional et des projets de développement d'intérêt national
  - Département de contrôle dans le domaine de la Défense
  - Département de contrôle dans le domaine de la sécurité et des activités internationales
  - Département d'organisation du contrôle de l'exécution des ordonnances à l'initiative du président de la fédération de Russie
  - Département de sûreté d'information et de diffusion des documents
  - Département de garantie légale et analytique
- Service de Communication du président de la fédération de Russie
- Administration de politique extérieure
  - Département de préparation des événements de politique extérieure
  - Département d'information opérationnelle
  - Département des questions de coopération internationale multilatérale
  - Département de sûreté technico-organisationnelle
  - Département de coordination des activités et du développement des relations avec l'Union européenne et d'autres structures internationales
- Administration de politique intérieure
  - Département de la politique d'information
  - Département des relations avec l'Assemblée fédérale de la fédération de Russie et avec les partis politiques
  - Département de la politique régionale
  - Département du monitoring social des territoires
  - Département des relations avec les institutions de la société civile
  - Département de sûreté des activités des représentants plénipotentiaires du président de la fédération de Russie à la Cour constitutionnelle et aux Chambres de l'Assemblée fédérale de la fédération de Russie
  - Département de sûreté d'organisation et de documentation
  - Département des relations avec les organisations religieuses
  - Département des relations avec la société d'expert
  - Département du travail avec les régions du district fédéral du Centre et du Nord-Ouest
  - Département du travail avec les régions du district fédéral du Sud et du Caucase du Nord
  - Département de travail avec les régions du district fédéral de l'Oural et de la Volga
  - Département de travail avec les régions du district fédéral de Sibérie et de l'Extrême-Orient
- Administration de la fonction publique
- Administration des décorations
- Administration des Droits constitutionnels des citoyens
- Administration d'information et de documentation
- Administration du service de presse et d'information
  - Département de l'information opérationnelle
  - Département des accréditations et des briefings
  - Département audiovisuel
  - Département de sûreté du site internet de la présidence de la fédération de Russie
  - Département des relations avec les médias
  - Département de coordination de l'information avec les organes d'État
  - Département des informations extérieures
  - Département d'organisation d'événements extérieurs et intérieurs
- Administration du protocole, directeur M. Vladimir Ostrovenko depuis le 22 mai 2012
  - Département des événements extérieurs
  - Département des événements intérieurs
  - Département des événements de masse
  - Département de coordination et de planification
  - Département de sécurité du protocole
  - Département du protocole de l'épouse du président de la fédération de Russie
- Administration d'expertise
  - Département de politique sociale
  - Département des industries et des infrastructures
  - Département de politique financière
  - Département de politique économique
  - Département d'innovation économique
  - Département de politique économique extérieure
- Administration des relations interrégionales et interculturelles avec l'étranger
  - Département de planification
  - Département des liens avec les organisations de compatriotes
  - Département d'analyse des processus sociétaux
  - Département des programmes de collaboration
- Administration de la coordination du Conseil de sécurité de la fédération de Russie
- Administration de la coopération socio-économique avec les États de la CEI, la République d'Abkhazie et la République d'Ossétie du Sud
  - Département du développement des ressources humanitaires
  - Département des questions sociales
  - Département des questions d’infrastructures financières
  - Département des questions juridiques et de propriété
- Administration de la politique d'enseignement scientifique
- Administration de l'application des technologies d'information et du développement de la démocratie électronique.